# Philocrena trialetica
Philocrena trialetica is een schietmot uit de familie Rhyacophilidae. De soort komt voor in het Palearctisch gebied.